# Europa Blues
Europa Blues (titolo originale Europa Blues) è un romanzo giallo dello scrittore svedese Arne Dahl (pseudonimo di Jan Lennart Arnald) pubblicato in Svezia nel 2001.
È il quarto romanzo dello scrittore svedese pubblicato sotto il suo pseudonimo, quarto libro della serie del "Gruppo A".
La prima edizione del romanzo è stata pubblicata nell'anno 2012 da Marsilio.

## Trama
Cosa unisce la sparizione di otto donne da un centro per rifugiati di Stoccolma, all'uccisione di uno straniero nel grande museo all'aperto di Skansen, all'omicidio di un anziano signore studioso del cervello, ritrovato morto nel cimitero ebraico con il cranio trapassato da un sottile filo metallico? Ancora una volta il "Gruppo A" cercherà di trovare il nesso, partendo da una parola incomprensibile scritta sulla terra da una persona prima di essere uccisa. Paul Hjelm, come al solito coadiuvato dalla sua partner Kerstin Holm, partendo da un traffico di prostitute, si ritroverà ad indagare sul passato, grazie al rinvenimento di un diario della seconda guerra mondiale, e sul presente, tra i paesi dell'Europa dell'Est fino in Italia, attraverso un filo conduttore che assomiglia ad una musica blues.

## Edizioni
- Arne Dahl, Europa Blues, traduzione di Carmen Giorgetti Cima, Marsilio, 2012. ISBN 978-88-317-1128-9.